# Via Tiberina
Via Tiberina és una via romana que sortia de les portes de Roma probablement deixant la Via Flamínia a Saxa Rubra, i seguia la riba dreta del Tíber fins a trobar altre cop la via Flamínia a Acqua Viva i Borghetto.
En queden unes restes i es menciona una Via Tiberina a la Notitia Dignitatum sense donar la seva situació. Per això s'ha donat aquest nom a les restes trobades que són les úniques a les que es podria aplicar el nom de Tiberina.